# Promozione Umbria 1978-1979
Nella stagione 1978-1979 la Promozione era il sesto livello del calcio italiano ed il primo a livello regionale.
Il campionato era strutturato in vari gironi all'italiana su base regionale, gestiti dai Comitati Regionali di competenza. Promozioni alla categoria superiore e retrocessioni in quella inferiore non erano sempre omogenee; erano quantificate all'inizio del campionato dal Comitato Regionale secondo le direttive stabilite dalla Lega Nazionale Dilettanti, ma flessibili in relazione al numero delle società umbre retrocesse dalla Serie D, per quanto riguarda la zona retrocessione .
Qui vi sono le statistiche relative al campionato in Umbria.

## Squadre partecipanti
| Squadra          | Città (provincia)                       | Stagione 1977-1978                        |
| ---------------- | --------------------------------------- | ----------------------------------------- |
| Angelana         | Santa Maria degli Angeli di Assisi (PG) | 1° in Prima Categoria Umbria/B, promossa  |
| Assisi           | Assisi (PG)                             | 3° in Promozione Umbria                   |
| Bevagna          | Bevagna (PG)                            | 4° in Promozione Umbria                   |
| Deruta           | Deruta (PG)                             | 1° in Prima Categoria Umbria/A, promosso  |
| Elettrocarbonium | Narni Scalo (TR)                        | 6° in Promozione Umbria                   |
| Foligno          | Foligno (PG)                            | 5° in Promozione Umbria                   |
| Grifo Cannara    | Cannara (PG)                            | 8° in Promozione Umbria                   |
| Gualdo           | Gualdo Tadino (PG)                      | 7° in Promozione Umbria                   |
| Montefalco       | Montefalco (PG)                         | 1° in Prima Categoria Umbria/B, ripescato |
| Narnese          | Narni (TR)                              | 9° in Promozione Umbria                   |
| Nocera Umbra     | Nocera Umbra (PG)                       | 10° in Promozione Umbria                  |
| Nuova Tiferno    | Città di Castello (PG)                  | 10° in Promozione Umbria                  |
| Orte Filesi      | Orte (VT)                               | 2° in Promozione Umbria                   |
| Orvietana        | Orvieto (TR)                            | 18° in Serie D/E, retrocessa              |
| Tiberis          | Umbertide (PG)                          | 13° in Promozione Umbria                  |
| Todi             | Todi (PG)                               | 12° in Promozione Umbria                  |

## Classifica finale
|  | Pos. | Squadra          | Pt | G  | V  | N  | P  | GF | GS | DR  |
|  | ---- | ---------------- | -- | -- | -- | -- | -- | -- | -- | --- |
|  | 1.   | Angelana         | 42 | 30 | 15 | 12 | 3  | 43 | 17 | +26 |
|  | 2.   | Gualdo           | 40 | 30 | 15 | 10 | 5  | 44 | 27 | +17 |
|  | 3.   | Assisi           | 39 | 30 | 15 | 9  | 6  | 31 | 18 | +13 |
|  | 4.   | Elettrocarbonium | 35 | 30 | 12 | 11 | 7  | 34 | 24 | +10 |
|  | 5.   | Tiberis          | 34 | 30 | 12 | 10 | 8  | 37 | 27 | +10 |
|  | 6.   | Nuova Tiferno    | 32 | 30 | 8  | 16 | 6  | 23 | 26 | -3  |
|  | 7.   | Grifo Cannara    | 30 | 30 | 9  | 12 | 9  | 24 | 30 | -6  |
|  | 8.   | Narnese          | 28 | 30 | 10 | 8  | 12 | 28 | 30 | -2  |
|  | 9.   | Todi             | 27 | 30 | 9  | 9  | 12 | 34 | 37 | -3  |
|  | 9.   | Bevagna          | 27 | 30 | 6  | 15 | 9  | 28 | 31 | -3  |
|  | 9.   | Orvietana        | 27 | 30 | 7  | 13 | 10 | 24 | 32 | -8  |
|  | 9.   | Montefalco       | 27 | 30 | 7  | 13 | 10 | 29 | 38 | -9  |
|  | 13.  | Foligno          | 26 | 30 | 6  | 14 | 10 | 30 | 31 | -1  |
|  | 14.  | Nocera Umbra     | 26 | 30 | 8  | 10 | 12 | 26 | 35 | -9  |
|  | 15.  | Deruta           | 21 | 30 | 3  | 15 | 12 | 19 | 35 | -16 |
|  | 16.  | Orte Filesi      | 19 | 30 | 5  | 9  | 16 | 19 | 35 | -16 |

Legenda:

      Promossa in Serie D 1979-1980.
      Retrocessa in Prima Categoria Umbria 1979-1980.
Regolamento:

Due punti a vittoria, uno a pareggio, zero a sconfitta.
Note:

Foligno salvo per migliore differenza reti rispetto al Nocera Umbra.
Il Nocera Umbra è stato successivamente ripescato.